# پناهگاه حیات وحش زریاب
پناهگاه حیات وحش زریاب یک پناهگاه حیات وحش  با مساحت ۴۵۳۶۷ هکتار است که در استان کرمان در ایران قرار دارد. این پناهگاه حیات وحش  طبق مصوبهٔ شمارهٔ ۶۱۳ در تاریخ ۹۷/۰۹/۱۵ در فهرست مناطق تحت حفاظت سازمان محیط زیست ایران قرار گرفت.